# Safe Haven
Safe Haven es una película romántica estadounidense de 2013 basada en la novela homónima de Nicholas Sparks, dirigida por Lasse Hallström y protagonizada por Julianne Hough, Josh Duhamel y Cobie Smulders.
La película tuvo malas críticas pero fue un éxito financiero con una recaudación mundial de $96.300.000 en contra de su presupuesto de $28 millones.

## Argumento
Una joven mujer (Julianne Hough) sale de su casa tras ser mostrada en posesión de un cuchillo ensangrentado. Se la ve momentos después comprando un billete de autobús, con el pelo cortado y aclarado, y se detiene en una pequeña ciudad llamada Southport, en Carolina del Norte. En la tienda local, se presenta a sí misma como Katie. Después de conseguir un trabajo como camarera y alquilar una pequeña casa en las afueras de la ciudad, Katie se hace amiga de su vecina, Jo (Cobie Smulders), una solitaria mujer, y conoce a Alex Wheatley (Josh Duhamel), el gerente de un minimercado local, y a sus dos hijos, Lexie y Josh. La esposa de Alex había muerto de cáncer unos años antes.
A Alex inmediatamente le gusta Katie, por lo que le deja una vieja bicicleta en su casa. Tras unos buenos momentos juntos, se enamoran. Mientras tanto, Kevin Tierney, un oficial de policía de Boston, busca a Katie y, usando su autoridad, envía informes que dicen que es una asesina buscada. Al ver su foto en la estación de policía, Alex se enfrenta a Katie y se enoja porque ella no confiaba en él lo suficiente como para decirle su nombre real, Erin. El jefe de Kevin le quita su placa por saltarse varias normas, señalando que siempre lleva una botella de agua que resulta estar lleno de vodka, y se revela que Erin era la esposa de Kevin.
Después, Katie aparece empaquetando, mientras habla enfadada con Jo, su extraña vecina que le da consejos. Alex conduce a la casa de Katie para hablar con ella, pero ella ya se había ido. Conduce al transbordador más cercano y admite que está enamorado de ella, y promete protegerla. En un principio, Katie quiere huir, pero luego ella decide quedarse. Más tarde, Katie le dice a Alex que Kevin es su marido, al que apuñaló con un cuchillo de cocina con el fin de protegerse a sí misma de su asalto de ebriedad, pero que no está muerto. Mientras tanto, Kevin irrumpe en la casa de la ex vecina de Katie en Boston, investigando dónde podría estar Katie, y encuentra el teléfono del restaurante donde esta trabaja y se dirige hacia allí. Llega justo a tiempo para el desfile del 4 de julio y comienza a buscar a Katie a través de la multitud. Finalmente la encuentra bailando con Josh y observa cómo Alex la besa. 
En la noche, Kevin se enfrenta a ella, borracho y llorando. Él le pide que vaya a casa con él, pero ella se niega. Mientras, Katie le dice a Lexie que permanezca en el segundo piso de la tienda del pueblo, asustada de que ella podría ver a Kevin. De pronto, Kevin vierte gasolina sobre la tienda para quemarla. Él coge el encendedor y Katie se compromete a volver a casa con él, sólo para empujarlo al agua por sorpresa. Sin embargo, una chispa de los fuegos artificiales aterriza en la gasolina, encendiendo un fuego que se extiende por toda la tienda. Alex ve a la tienda quemándose y corre rápidamente a salvar a su hija. Mientras tanto, Katie está luchando con Kevin que trata de dispararle. Tras una larga lucha en el suelo, finalmente muere Kevin.
Al día siguiente, Alex le da a Katie una carta con las palabras "To Her" ("para ella") en el sobre. La carta dice que si ella está recibiendo esa carta es porque Alex la ama y está agradecida por hacer que Alex se sienta joven y enamorado de nuevo. Al final, se revela que Jo, la mujer solitaria, quien supuestamente había salido momentos antes de la ciudad, era en realidad el fantasma de la difunta esposa de Alex.

## Reparto
- Julianne Hough como Katie Feldman/Erin Tierney.
- Josh Duhamel como Alex Wheatley.
- Cobie Smulders como Jo.
- David Lyons como Kevin Tierney.
- Mike Pniewski como el teniente Robinson.

## Producción
La película comenzó el rodaje el 18 de junio de 2012 en Wilmington y Southport, Carolina del Norte. Partes de ella se filmaron en Luisiana y la primera escena con Katie en el autobús Coach America está en el Linn Cove Viaduct a lo largo de la Blue Ridge Parkway cerca de Grandfather Mountain en Linville, Carolina del Norte.

## Recepción
Safe Haven fue universalmente criticada por los críticos, ya que tiene actualmente una calificación de 12% en Rotten Tomatoes basado en 137 comentarios críticos. Por el contrario, Safe Haven obtuvo un 4,2 de promedio de 5 estrellas según la clasificación de más de 1,3 millones de espectadores de Netflix, así como un 3.8 de 5 rating de los 71.000 espectadores en rottentomatoes.com, revelando que el público estuvo más a favor de esta película que los críticos.

## Mercadeo
Safe Haven se editó en DVD y Blu-ray el 7 de mayo de 2013.